# غفوة القلوب (مسلسل)
غفوة القلوب مسلسل تلفزيوني سوري درامي.

## القصة
تدور أحداث المسلسل في زمننا الحالي دون التطرق إلى الأزمة السورية، مرتكزة على قرص (C.D) يوثق جريمة قتل يقوم بفعلها مضر، يعثر عليه مصادفة شرطي سير فقير الحال ألا وهو أبو أيهم، وبعد عملية بحث مطول عنه من قبل أفراد عائلة مضر يتمكنون من معرفة مكانه، ويبدؤون بمساومة أبو أيهم حتى يصلوا إلى مبلغ مادي باهظ جداً، خوفاً من وقوع الـ (C.D) بيد القضاء، ما يضعه في حيرة من أمره فإما أن يختار أخذ الأموال عله ينتشل من وضعه المادي السيئ ويحقق الخلاص لعائلته، أو أن يتسبب بوصول إنسان مظلوم إلى حبل المشنقة كان قد اتهم ظلماً بالجريمة.

## طاقم العمل
- أحمد الأحمد
- حسام تحسين بيك
- نظلي الرواس
- فراس فلاح [4]
- جمال العلي
- مرح جبر
- تحية ميهوب
- دانة جبر
- جيانا عنيد [5]

## وصلات خارجية
- صفحة مسلسل غفوة القلوب على موقع السينما.كوم